# Gashinga
Gashinga är ett vattendrag i Burundi. Det ligger i den östra delen av landet, 160 kilometer öster om huvudstaden Bujumbura.
I omgivningarna runt Gashinga växer huvudsakligen savannskog. Runt Gashinga är det ganska glesbefolkat, med 34 invånare per kvadratkilometer.